# A Centauri
A Centauri (A Cen) é uma estrela na constelação de Centaurus. Com uma magnitude aparente visual de 4,61, pode ser vista a olho nu em locais sem muita poluição luminosa. Medições de paralaxe do satélite Hipparcos mostraram que está a uma distância de 430 anos-luz (131 parsecs) da Terra.
É uma estrela de classe B da sequência principal com um tipo espectral de B9Ve, com a notação 'e' indicando que é uma estrela Be, cercada por um disco circunstelar de formado de material ejetado da estrela, que gera linhas de emissão no seu espectro. A Centauri tem uma massa de 3,58 vezes a massa solar e um raio calculado em 2,4 ou 3,1 raios solares, dependendo do método utilizado. Sua fotosfera irradia energia a uma taxa 306 vezes superior à solar a uma temperatura efetiva de 10 600 K. Está próxima do fim da fase de sequência principal, sendo estimado que já tenha passado por 97% do seu tempo total nessa fase. Não possui estrelas companheiras conhecidas.